# Dermalni prašek
Dermálni prášek ali posipálo je praškasta eno- ali večodmerna farmacevtska oblika za uporabo na koži. Kadar se uporablja za odprte rane ali hudo poškodovano kožo, gre za sterilno farmacevtsko obliko.
Sestavljeni so iz trdnih, prostih, suhih delcev različne stopnje razdrobljenosti, a niso zrnati. Vsebujejo eno ali več zdravilnih učinkovin z dodatkom pomožnih snovi ali brez njih, po potrebi tudi dovoljeno barvilo. Večodmerna posipala so lahko na voljo v posipnikih, z mehansko pršilko opremljenih vsebnikih ali v vsebnikih pod tlakom.